# Assentamento Valparaíso

## Assentamento Valparaíso
Valparaíso é um assentamento localizado na microrregião da Serra da Ibiapaba, no município de Tianguá.

## Geografia
Está localizado a 03° 49' 18.48" de latitude Sul, 41° 06' 31.58" de longitude Oeste e altitude média de 741 m, no município de Tianguá.

## Estabelecimentos de Ensino
Escolas
- E.F.A. Antônia Suzete de Olivindo Silva

"Educação Camponesa com Qualificação e Inclusão Social"
- E.E.I.F. Francisco Nemésio Cordeiro

"Juntos Construindo Cidadania"

## Cultura
No assentamento existem grupos de Dança, Capoeira, dentre outros:
- Grupo Esperança Capoeira

Anexo do grupo de Capoeira, que juntamente com o Professor Caveira desenvolve um trabalho com jovens da comunidade e região.
- Cia. de Dança Sementes da Terra

Cia. de dança formada por jovens da comunidade.
- Grãos da Terra

Grupo de mulheres da região que produz bio jóias com sementes e outros materiais disponíveis na região.